# Chrostosoma semirubra
Chrostosoma semirubra är en fjärilsart som beskrevs av George Francis Hampson 1898. Chrostosoma semirubra ingår i släktet Chrostosoma och familjen björnspinnare. Inga underarter finns listade i Catalogue of Life.